# Konwencja literacka
Konwencja literacka – istniejący w praktyce literackiej i świadomości literackiej epoki zespół norm, zwyczajów, regulujących określoną dziedzinę wypowiedzi, dobór składników dzieła oraz ich układ, zespół zasad określających charakter i funkcję poszczególnych elementów dzieła oraz sposób ich zorganizowania w większą autonomiczną całość.
Konwencja każdorazowo ogranicza pisarza, narzuca mu pewne reguły. Jedne epoki w sposób bardziej rygorystyczny wymagały przestrzegania konwencji, inne ceniły oryginalność. Konwencjonalizacji poddaje się każdy element utworu: epitety, motywy, schematy wersyfikacyjne, gatunki. Rozpoznawalność konwencji możliwa jest tylko w kontekście tradycji literackiej. Jej znajomość jest warunkiem porozumienia między pisarzem i odbiorcami. Przeciwieństwem konwencjalności jest oryginalność.
Konwencja literacka bierze się z uwzględnienia statycznego podejścia do tradycji literackiej – przejmuje zamknięte formy tradycji jedynie je rekonstruując. Konwencja jest także wynikiem przyzwyczajenia publiczności do pewnych norm charakterystycznych dla danej epoki literackiej czy prądu literackiego. Znajomość konwencji ułatwia także odbiorcy lekturę i zrozumienie utworu.